# Selenogyrus
Selenogyrus là một chi nhện trong họ Theraphosidae.

## Các loài
Chi này gồm các loài:
- Selenogyrus africanus (Simon, 1887)
- Selenogyrus aureus Pocock, 1897
- Selenogyrus austini Smith, 1990
- Selenogyrus brunneus Strand, 1907
- Selenogyrus caeruleus Pocock, 1897